# Condate
Condate is een geslacht van vlinders van de familie spinneruilen (Erebidae), uit de onderfamilie Calpinae.

## Soorten
- C. angulina Guenée, 1852
- C. costiplagiata Hampson, 1908
- C. flexus Moore, 1882
- C. hypenoides Walker, 1862
- C. orsilla Swinhoe, 1897
- C. purpurea Hampson, 1902
- C. purpureorufa Hampson, 1907